# 매직 스워드
《매직 스워드》(영어: Quest for Camelot, 혹은 영어: The Magic Sword: Quest for Camelot)는 1998년에 개봉한 미국의 뮤지컬 판타지 애니메이션 영화이다. 워너 브라더스에서 제작, 배급하였으며, 감독은 프레데리크 뒤쇼이다.
북미에서 2,300만 달러, 전 세계에서 3,800만 달러를 벌어들였고, 대한민국에서도 서울 관객 3만 8천 명만 동원하며 기대에 못 미친 흥행 성적으로 마감하였다.
데이비드 포스터 등이 쓰고 셀린 디옹과 안드레아 보첼리가 부른 "The Prayer"가 1999년 제56회 골든 글로브상에서 주제가상을 수상하였으며, 제71회 아카데미상 주제가상 후보에 올랐다.

## 목소리 출연
- 제슬린 길시그
  - 앤드리아 코어
- 캐리 엘위스
- 게리 올드먼
- 에릭 아이들
- 돈 리클스
- 제인 시모어
  - 셀린 디옹
- 피어스 브로스넌
  - 스티브 페리
- 브론슨 핀초
- 절릴 화이트
- 게이브리얼 번
- 존 길구드
- 프랭크 웰커

## 기타 제작진
- 주제가 작곡: 데이비드 포스터